# Jimmy Rivière
Jimmy Rivière è un film del 2011 diretto da Teddy Lussi-Modeste, al suo esordio alla regia di un lungometraggio.

## Riconoscimenti
- 2012 - Premio César
  - Candidatura per la migliore promessa maschile a Guillaume Gouix
- 2012 - Premio Lumière
  - Candidatura per la migliore promessa maschile a Guillaume Gouix